# Marcia Chatelain
Marcia Chatelain (nascida em 1979) é uma acadêmica americana que atua como Professora do Penn Presidential Compact de Estudos Africanos na Universidade da Pensilvânia . Em 2021, ela recebeu o Prêmio Pulitzer de História por seu livro Franquia: Os Arcos Dourados na América Negra (2020), pelo qual também ganhou o Prêmio James Beard de Redação em 2022. Chatelain foi a primeira mulher negra a ganhar este último prêmio.
Ela também é criadora da campanha de mídia social Ferguson Syllabus e autora de South Side Girls: Crescendo na Grande Migração (2015) .

## Biografia

### Educação e carreira
Chatelain nasceu em 1979 em Chicago, Illinois . Foi criada em Chicago, ela frequentou a St. Ignatius College Prep .

Ela se formou na Universidade de Missouri em 2001, com formação em jornalismo e estudos religiosos . Ela então trabalhou como bolsista residente na Harry S. Truman Scholarship Foundation. Chatelain recebeu seu AM e Ph.D. em Civilização Americana pela Brown University, graduando-se em 2008, e recebeu a bolsa de dissertação de estudos negros da Universidade da Califórnia, em Santa Bárbara . Chatelain trabalhou como professor assistente de honras e estudos afro-americanos do Reach for Excellence no Honors College da Universidade de Oklahoma, antes de se tornar professor associado ilustre de história e estudos afro-americanos do reitor na Universidade de Georgetown .

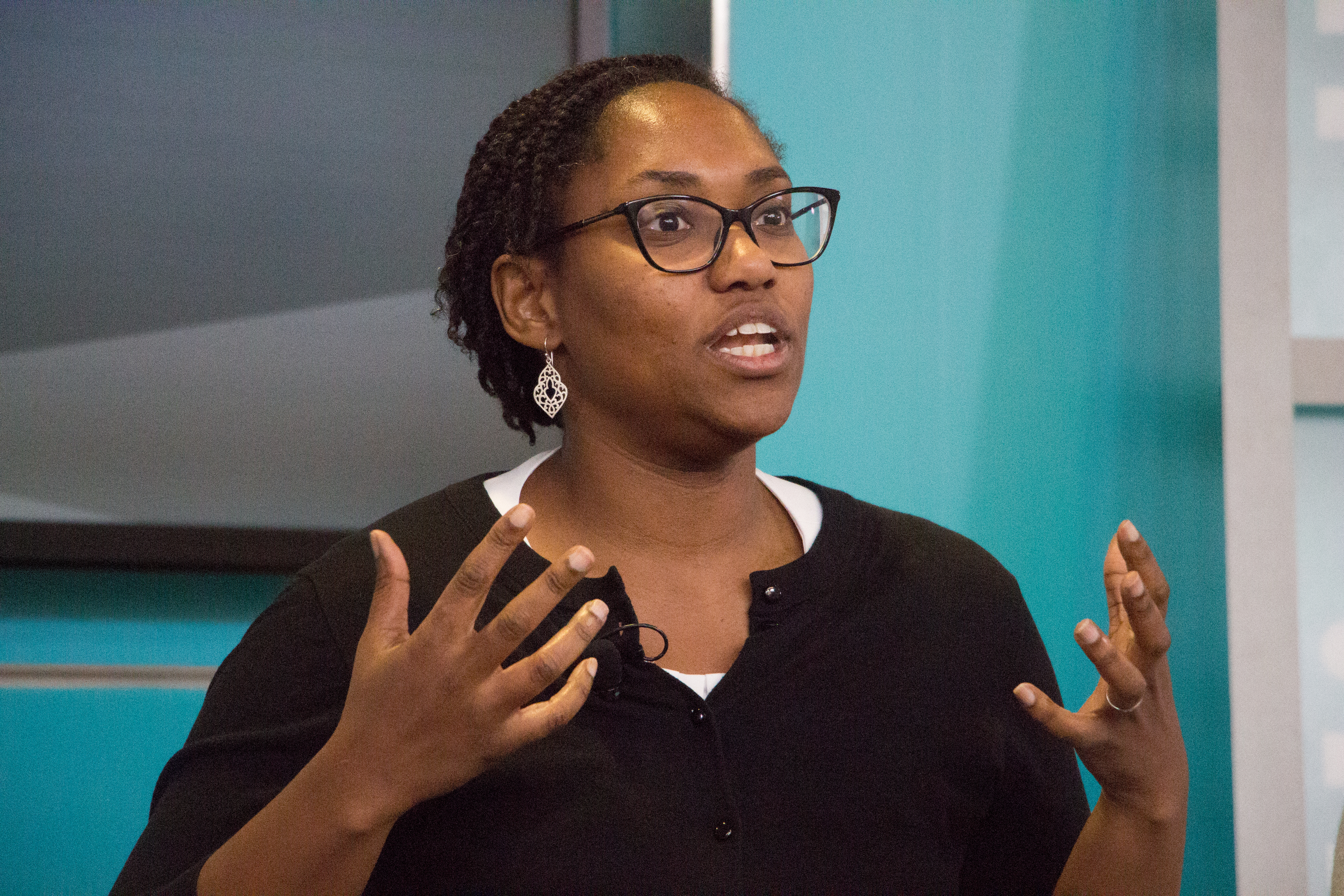
Chatelain em 2018

### #FergusonSyllabus
Em 2014, após o assassinato de Michael Brown em Ferguson, Missouri, Chatelain mobilizou outros acadêmicos no Twitter para falar sobre o que estava acontecendo em Ferguson com seus alunos e contribuir para uma lista de leitura crowdsourced. O resultado ficou conhecido como #FergusonSyllabus. Seu sucesso levou a outros programas de crowdsourcing para responder às tragédias nacionais. Em 2016, o The Chronicle of Higher Education nomeou Chatelain como um dos principais influenciadores acadêmicos, em reconhecimento ao sucesso do #FergusonSyllabus.

### Podcasts
Em 2017, Chatelain contribuiu para o podcast <i id="mwRw">Undisclosed</i> como historiador residente. Desde O primeiro parâmetro é necessário, mas foi fornecido incorretamente! de  2020 </link></link> , ela apresentou o podcast Slate The Waves sobre feminismo, gênero e cultura popular.

### Publicações
Chatelain publicou dois livros: South Side Girls: Growing Up in the Great Migration ( Duke University Press, 2015), sobre a história da Grande Migração de Chicago através das lentes de meninas negras  e Franchise: The Golden Arches in Black America ( Liveright / WW Norton, 2020) sobre a história da relação entre os direitos civis e a indústria de fast food .

### Prêmios, homenagens e serviços
Chatelain recebeu prêmios da Fundação Ford, da Associação Americana de Mulheres Universitárias e do Fundo Marshall Alemão dos Estados Unidos . Ela ganhou prêmios de ensino na Universidade de Georgetown, onde atua no Grupo de Trabalho sobre Escravidão, Memória e Reconciliação. Em 2019, Chatelain foi nomeada Andrew Carnegie Fellow. Ela também atuou como Eric e Wendy Schmidt Fellow na New America Foundation .
Em 2023, Chatelain foi nomeada para a Academia Americana de Artes e Ciências .

## Vida pessoal
Chatelain é católica .

## Prêmios literários
Em 2021, Chatelain recebeu o Prêmio Pulitzer de História por seu livro Franchise: The Golden Arches in Black America . Por seu trabalho em franquia, Chatelain também recebeu o prêmio James Beard Foundation 2022, o prêmio Hagley de história dos negócios de 2021, o prêmio Lawrence W. Levine da Organização de Historiadores Americanos de 2021, o prêmio Hurston/Wright Legacy de não ficção de 2021, o 2019– Alfred and Fay Chandler Book Award da 2021 Business History Review e o 2020 Hooks National Book Award.